# Janvier 1878

## Événements
- Expédition de Crespel et Arnold Maes en Afrique orientale pour l'Association internationale africaine. Maes et Crespel y trouvent la mort.

- 5 janvier (Mexique) : premier numéro du journal La Libertad. Justo Sierra et un groupe d’intellectuels y développent le concept de politique scientifique (1878-1884). Ils proposent, pour mettre fin aux désordres, d’adopter des réformes constitutionnelles visant à renforcer les prérogatives et à prolonger le mandat du président afin de rapprocher le régime d’une dictature.

- 5 - 9 janvier : victoire russe sur l'Empire ottoman à la quatrième bataille de la passe de Chipka en Bulgarie. Les Ottomans capitulent et demandent un armistice.

- 9 janvier : le roi Humbert Ier (Umberto Ier) monte sur le trône d'Italie.

- 17 janvier : victoire russe à la bataille de Plovdiv, en Bulgarie.

- 20 janvier : prise d’Andrinople par les Russes.

- 24 janvier :
  - à la mort de Crespel, Ernest Cambier prend la tête de l'expédition. Il atteint le lac Tanganyika en septembre (fin en 1879).
  - Attentat de Véra Zassoulitch contre le général Trepov, chef de la police de Saint-Pétersbourg. Acquittée par le jury le 31 mars, elle échappe à la police à l’issue du procès grâce à la complicité de la foule.

- 31 janvier : armistice russo-turc à Andrinople.

## Naissances
- 1er janvier : Agner Krarup Erlang, mathématicien danois († 3 février 1929).
- 13 janvier : Lionel Groulx, historien québécois († 23 mai 1967).
- 16 janvier : Paul Dangla, coureur cycliste français († 18 juin 1904).
- 18 janvier : Henri Baels, homme politique belge († 18 juin 1951).
- 22 janvier : Ernest Charles Drury, premier ministre de l'Ontario († 17 février 1968).
- 24 janvier : Edmond-Marie Poullain, peintre français († 27 juin 1951).

## Décès
- 7 janvier : François-Vincent Raspail, chimiste, médecin et homme politique français (° 29 janvier 1794).
- 9 janvier : Victor-Emmanuel II de Savoie (° 14 mars 1820).
- 27 janvier : Karl Krazeisen, officier bavarois d'infanterie et peintre amateur (° 28 octobre 1794).